# Брас Касл (Њу Џерзи)
Брас Касл (енгл. Brass Castle) насељено је место без административног статуса у америчкој савезној држави Њу Џерзи.

## Демографија
По попису из 2010. године број становника је 1.555, што је 48 (3,2%) становника више него 2000. године.
| Група             | 2000.         | 2010.         |
| Белци             | 1.463 (97,1%) | 1.447 (93,1%) |
| Афроамериканци    | 14 (0,9%)     | 25 (1,6%)     |
| Азијати           | 4 (0,3%)      | 23 (1,5%)     |
| Хиспаноамериканци | 25 (1,7%)     | 50 (3,2%)     |
| Укупно            | 1.507         | 1.555         |